# Bobby Pirron

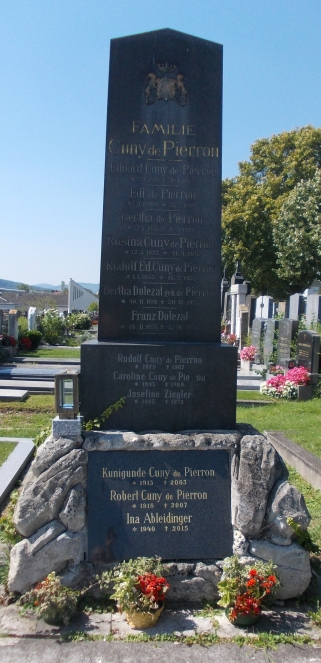
Grabstätte von Bobby Pirron

Bobby Pirron (bürgerlich Robert Cuny de Pierron) (* 16. Oktober 1918 in Zürich; † 19. Dezember 2007 in Wien) war Sänger, Akkordeonspieler, Conférencier und Texter.

## Leben
Pirron war der Sohn der Wienerlieder- und Operettensängerin Carola Ruska (geb. Caroline Cuny de Pierron, 1893–1968). Die Familie Cuny de Pierron war 1559 im Auftrage des Kaiser Karl V. geadelt worden. Er besuchte vorerst eine Hotelfachschule, war Sängerknabe an einer Wiener Kirche und lernte in seiner Militärzeit Josef Gnapp (Josef Knapp) kennen, mit dem er das Gesangsduo Pirron und Knapp gründete. Ihre Markenzeichen waren „Schnellsprechlieder“ und eine „Doppelplauderei mit Liedern“ im Sinne von Wondra und Zwickl, so wurden sie in ganz Österreich populär. Sie nahmen in ihren Liedern die Freuden und Probleme der Zeit aus Korn und diese wurden rasch gesungen, nach der Musik von Peter DeRose und Texten von Carl Sigmann.
1961 trennte sich das Duo nach Streitigkeiten und beendete nach 15 Jahren seine Zusammenarbeit. Bei der letzten Begegnung anlässlich der Verleihung der Österreichischen Goldenen Schallplatte reichten sie sich nicht einmal die Hände und sprachen kein Wort miteinander. Pirron begann danach eine Solokarriere, während Gnapp als Versicherungsbeamter tätig war.
Pirron starb 2007 und wurde auf dem Baumgartner Friedhof (Gruppe E, Nummer G14) in Wien beigesetzt.
Sein Sohn Harald „Harry“ Cuny de Pierron (* 5. Februar 1947 in Wien) ist Keyboarder unter anderem bei Ostbahn-Kurti und die Chefpartie unter dem Pseudonym Mario Adretti und spielte auch seit 1979 mit Heli Deinboek zusammen.